# فيكتور دي بول
فيكتور دي بول (بالإسبانية: Victor de Pol)‏ هو نحات ورسام أرجنتيني، ولد في 1865 في البندقية في إيطاليا، وتوفي في 1925 في بوينس آيرس في الأرجنتين.